# David Boykett
David Hebbert Boykett (født 19. august 1934, død 10. februar 2016) var en australsk roer.
Boykett deltog i otter ved OL 1956 på hjemmebane i Melbourne. De øvrige medlemmer af båden var Michael Aikman, Fred Benfield, Jim Howden, Garth Manton, Walter Howell, Adrian Monger, Brian Doyle og styrmand Harold Hewitt. Den australske båd indledte med at vinde i runde ét, mens de blev nummer to i semifinalen. I finalen kæmpede de med canadierne om føringen i begyndelsen, men så kom USA og endte med at vinde, mens canadierne blev toere og australierne, der gik lidt ned i tempo til sidst, vandt bronze.
Han fortsatte i otteren og var med ved VM i 1962 og 1966, hvor Australien blev henholdsvis nummer fem og ti. Han var også med i otteren ved OL 1964 i Tokyo, hvor den australske båd blev nummer otte.
Boykett var hele sit liv medlem af Mercantile Rowing Club i Melbourne. For denne klub vandt han det australske mesterskab for ottere seks gange i perioden 1956-1966. Fra 1960 fungerede han også som træner, romester og mentor i klubben. Han var australsk landstræner i flere tilfælde i 1970'erne. Endvidere fungerede han som dommer i sin sport fra 1960 og frem til 1990'erne. Han var præsident for sin klub 1993-1997.

## OL-medaljer
- 1956:  Bronze i otter